# 百済王元忠
百済王 元忠（くだらのこにきし がんちゅう）は、奈良時代の貴族。官位は従四位下・大蔵少輔。

## 経歴
聖武朝末の天平20年（748年）従五位下に叙爵する。孝謙朝では治部少輔を務める一方、天平勝宝3年（751年）従五位上、天平勝宝9歳（757年）正五位下と昇進。淳仁朝では大蔵少輔を務め、天平宝字8年（764年）従四位下に至る。
光仁朝の宝亀4年（773年）閏11月23日卒去。最終官位は散位従四位下。

## 官歴
『続日本紀』による。
- 時期不詳：正六位上
- 天平20年（748年） 2月19日：従五位下
- 天平勝宝2年（750年） 3月3日：見治部少輔[1]
- 天平勝宝3年（751年） 正月25日：従五位上
- 天平勝宝9歳（757年） 5月20日：正五位下
- 天平宝字5年（761年）頃：見大蔵少輔[2]
- 天平宝字8年（764年） 正月7日：従四位下
- 宝亀4年（773年） 閏11月23日：卒去（散位従四位下）

## 系譜
- 父：不詳
- 母：不詳
- 妻：不詳
  - 男子：百済王元風[3]